# Copa Argentina de Basquete
A Copa Argentina é um torneio de pré-temporada organizado pela Asociación de Clubes de Básquet da Argentina, mesmo organismo que organiza a Liga Nacional (LNB).
O torneio ocorre durante o mês de setembro e participam todas as equipos da Liga A e todas as do Torneo Nacional de Ascenso (TNA), a segunda categoria da LNB. Foram disputadas oito edições da copa e são quatro as equipes que já a venceram: Boca Juniors, cinco vezes, e Regatas de Corrientes, Asociación Deportiva Atenas e Quimsa, uma vez cada.

## Formato de disputa
O campeonato é disputado em três fases e um quadrangular final.

### Primeira fase
Na primeira fase jogam as dezesseis equipes da liga A contra as dezesseis equipes do TNA de acordo com localização geográfica. Jogam duas partidas, de ida e volta, e o clube que vencer no agregado avança para a fase seguinte (em caso de empate é definido em tempo suplementar). As duas partidas são disputadas no ginásio da equipe do TNA.

### Segunda fase
Na segunda fase as partidas são disputadas segundo uma chave preestabelecida. São jogadas duas partidas, de ida e volta, e a equipe que vencer no agregado avança à terceira fase (em caso de empate é definido em tempo sumplementar). Quando duas equipes da mesma categoria se enfrentam cada jogo é num ginásio, sendo o primeiro no do pior classificado na última edição da liga; quando a categoria de ambas equipes é diferente a primeira partida é realizada no ginásio da equipe do TNA.

### Terceira fase
Na terceira fase os jogos são disputados segundo uma chave sorteada previamente. Jogam partida de ida e volta e a equipe que obtiver vitória no resultado agregado avança para a fase quadrangular final (em caso de empate ocorre um tempo sumplementar). Quando duas equipes da mesma categoria se enfrentam ocorre um jogo em cada ginásio, sendo o primeiro deles no do pior colocado na última edição da liga; quando os times são de categorias diferentes, o jogo ocorre no ginásio da equipe do TNA.

### Quadrungular final
As quatro equipes que avançam da terceira fase jogam contra todos os adversários, durante 3 dias consecutivos e o que termina em primeiro lugar na soma de pontos é o campeão da competição.

## Campeões
| Ano  | Sede final          | Campeão              | Vice                                    |
| ---- | ------------------- | -------------------- | --------------------------------------- |
| 2002 | Mar del Plata       | Boca Juniors         | Atenas                                  |
| 2003 | Córdova             | Boca Juniors         | Atenas                                  |
| 2004 | Buenos Aires        | Boca Juniors         | River Plate                             |
| 2005 | Buenos Aires        | Boca Juniors         | River Plate                             |
| 2006 | Rosário             | Boca Juniors         | Club Atlético Peñarol (Mar del Plata)   |
| 2007 | Monte Hermoso       | Regatas (Corrientes) | Club Atlético Peñarol (Mar del Plata)   |
| 2008 | Bahía Blanca        | Atenas (Córdoba)     | Club Atlético Peñarol (Mar del Plata)   |
| 2009 | Trelew              | Quimsa               | Gimnasia y Esgrima (Comodoro Rivadavia) |
| 2010 | Santiago del Estero | Peñarol              | La Unión (Formosa)                      |